# Johannes de Presbyter
Johannes de Presbyter (Grieks: ὁ πρεσβύτερος, letterlijk: "de oudere"; als ambt: "de oudste") (c. 60 - 130 n.Chr.) was een belangrijke figuur in het vroege christendom. Hij werkte in Klein-Azië, in de regio van Efeze.
Johannes de Presbyter wordt beschouwd als de auteur van de brieven 2 Johannes en 3 Johannes in het Nieuwe Testament.
Sommige kerkvaders identificeerden de leerling van wie Jezus veel hield met Johannes de Presbyter, die volgens Polycrates een joodse hogepriester was, waarmee historisch een zoon of neef van de hogepriester Annas zou kunnen worden bedoeld.

## Papias over Johannes de Presbyter
Papias schreef rond 100 n.Chr. dat hij Johannes de Presbyter als een belangrijke autoriteit in de kerk beschouwde. Hij deed dit in zijn "Uitlegging van uitspraken van de Heer" (Grieks: κυριακῶν λογίων ἐξηγήσις — Kyriakôn logiôn exêgêsis) in vijf delen. Dit werk is verloren gegaan, maar fragmenten zijn overgeleverd door citaten in werken van Ireneüs van Lyon en Eusebius van Caesarea. Eusebius citeert Papias als volgt:
Maar als er iemand kwam om de presbyters op te volgen, vroeg ik [Papias] naar de leringen van de oudsten - wat zei Andreas of wat zei Petrus, of wat zeiden Filippus of Tomas of Jakobus of Johannes of Matteüs of een van de andere leerlingen van de Heer; en wat zeggen Aristion en Johannes de Presbyter, ook leerlingen van de Heer? Want ik was van mening dat de (verslagen uit) boeken minder bruikbaar waren dan de (verslagen van de) levende en blijvende stem.

### Eusebius' interpretatie
Eusebius maakte uit dit citaat op dat het hier om twee personen gaat, die beiden Johannes heten:
De eerste noemt hij [Papias] in verband met Petrus en Jakobus en Matteüs en de rest van de apostelen, duidelijk een aanduiding van de evangelist; maar de andere Johannes noemt hij na een interval, en plaatst hem samen met anderen buiten het aantal apostelen, plaatst Aristion voor hem, en hij noemt hem duidelijk onderscheiden een presbyter.
Volgens Eusebius waren er toen hij zijn werk schreef twee graven in Efeze elk voor een Johannes. Volgens hem was het Johannes de Presbyter die de Openbaring van Johannes schreef, een werk dat hij afkeurde vanwege het chiliasme erin.

### Hiëronymus' interpretatie
Hiëronymus van Stridon nam de interpretatie van Eusebius over in zijn De Viris Illustribus. In hoofdstuk 9 behandelde hij de apostel Johannes en schreef het evangelie en de eerste brief aan hem toe. De andere twee kunnen volgens hem zowel door de apostel als door de presbyter zijn geschreven:
De andere twee brieven, van welke de eerste is "Van de oudste. Aan de uitverkoren vrouw en haar kinderen" en de andere "Van de oudste. Aan mijn geliefde brieder Gajus, die ik werkelijk liefheb", worden beschouwd als het werk van Johannes de Presbyter, aan wiens gedachtenis een ander graf te zien is in Efeze tot aan de huidige dag, hoewel sommigen denken dat er twee graven zijn voor dezelfde Johannes de evangelist.
In hoofdstuk 18 behandelt Hiëronymus Papias en herhaalt hij het bovengenoemde fragment en gaat verder:
Het lijkt erop door deze catalogus van namen dat de Johannes die onder de leerlingen wordt geplaatst, niet dezelfde is als de oudste Johannes, die hij na Aristion noemt in zijn opsomming. Dit zeggen we nogmaals, vanwege de mening die we hierboven schreven, waar we vastlegden dat door velen wordt verklaard dat de laatste twee brieven van Johannes niet het werk zijn van de apostel, maar van de presbyter.
Hiëronymus' toeschrijving van de tweede en derde brief van Johannes weerspiegelt de tekst van deze boeken, waarin de schrijver naar zichzelf verwijst als ho presbyteros, hetzelfde woord dat Papias gebruikte en dat kan worden vertaald met "de presbyter", "de ouderling", "de oudste", "de oude".

### Decretum Gelasianum
Het Decretum Gelasianum, dat in verband wordt gebracht met Paus Gelasius I (pausdom: 492–496), volgde Hiëronymus in het toeschrijven van de eerste brief aan "Johannes de apostel" en de twee andere twee aan de "andere Johannes de oudste".

## Kerktraditie
Traditioneel worden alle Johannes-boeken aan de apostel Johannes toegeschreven. Eusebius' interpretatie werd daarbij bestreden. Zo zegt de Catholic Encyclopedia van het begin van de twintigste eeuw dat het onderscheid "geen historische basis" heeft. Hiervoor worden vier argumenten genoemd:
1. Het getuigenis van Eusebius is omstreden. Zo zegt hij enerzijds dat Papias "zelf geen toehoorder of ooggetuige was van de heilige apostelen", terwijl hij in zijn Kroniek de apostel Johannes uitdrukkelijk de leraar van Papias noemt.
2. Eusebius' interpretatie zou kunnen voortvloeien uit zijn afwijzing van het chiliasme en het boek Openbaring. Door verschil te maken tussen de twee personen met de naam Johannes kon Eusebius het boek afwaarderen als een werk van de Presbyter in plaats van de apostel en ook Papias' reputatie als leerling van de apostel ondermijnen.
3. In het fragment gebruikt Papias dezelfde woorden - presbyter (of oudste) en leerling van de Heer - om met beide te verwijzen naar de apostelen en de tweede Johannes. De dubbele verschijning van Johannes wordt verklaard door Papias' "bijzondere relatie" met Johannes, waarvan hij sommige dingen indirect had geleerd en andere direct.
4. Er bestaat geen vermelding van een tweede Johannes in Asia tot aan die van Eusebius. In dit verband is vooral Ireneüs van Lyon belangrijk, zelf een leerling van Polycarpus van Smyrna. In zijn boek Adversus Haereses, dat in het Latijn bewaard is gebleven, noemt Ireneüs "Papias, de toehoorder van Johannes, en een metgezel van Polycarpus",[9] zonder aanwijzing dat dit een andere Johannes was dan "Johannes, de leerling van de Heer, die ook op Zijn borst had geleund [en] zelf een evangelie publiceerde toen hij in Efeze in Asia woonde".[10]

In zijn "brief aan Florinus", waarvan een fragment bewaard is gebleven, spreekt Ireneüs erover dat "Polycarpus op die wijze [informatie] ontving van ooggetuigen van het Woord van leven" inclusief Johannes en noemt hem een "gezegende en apostolische presbyter". Eusebius vermeldt dat Ireneüs het evangelie, de Openbaring en minstens een brief canoniseerde als geschriften van dezelfde Johannes.

## Hedendaagse interpretaties
Nieuwtestamenticus Richard Bauckman volgt de interpretatie dat in het citaat van Papias zowel de apostel Johannes als Johannes de Presbyter genoemd als twee onderscheiden personen met de naam Johannes. Johannes de Presbyter was volgens hem een jonge leerling van Jezus, die de apostel Johannes overleefde en nog in leven was toen Papias zijn onderzoeksvragen stelde (volgens Bauckham tussen 80 en 90 n.Chr.). Johannes de Presbyter was volgens hem de auteur van het Evangelie volgens Johannes en de drie Johannesbrieven en dus dezelfde persoon als Johannes de evangelist.

### De leerling van wie Jezus veel hield
Richard Bauckman volgt verder de interpretaties van Papias, Ireneüs van Lyon en Polycrates van Efeze en identificeert de leerling van wie Jezus veel hield met Johannes de Presbyter, die volgens Polycrates een joodse hogepriester was, waarmee historisch een zoon of neef van de hogepriester Annas zou kunnen worden bedoeld.